# Codex Borgia
 (mars 2012).
Si vous disposez d'ouvrages ou d'articles de référence ou si vous connaissez des sites web de qualité traitant du thème abordé ici, merci de compléter l'article en donnant les références utiles à sa vérifiabilité et en les liant à la section « Notes et références ».

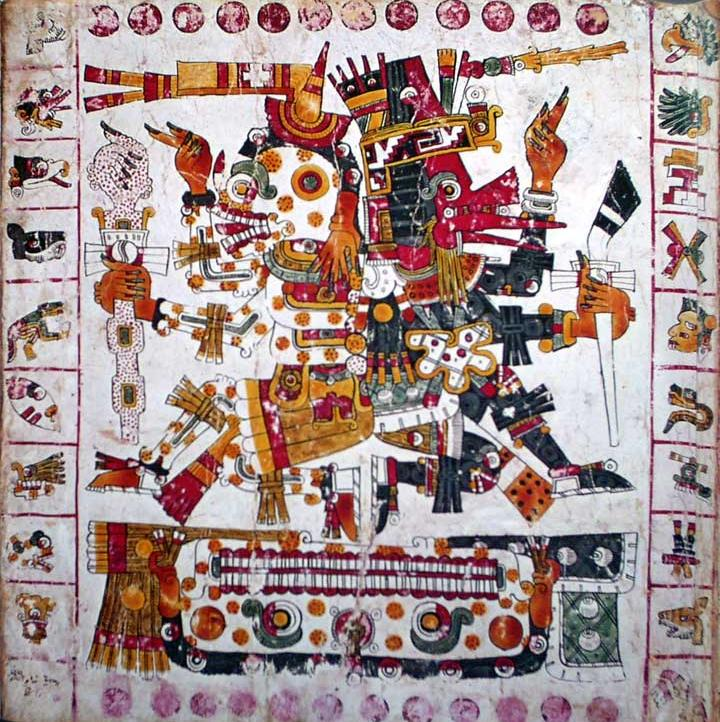
La page ci-contre représente Mictlantecuhtli, le dieu de la mort qui règne sur le Mictlan, cet enfer souterrain et froid qui attend ceux qui ne sont pas morts en héros. Il a la bouche éternellement ouverte et affamée. Les taches rondes et orangées symbolisent des lambeaux de peau sur les os. Comble de l´horreur, il porte une main humaine en guise de boucle d´oreilles. À l´opposé se trouve Quetzalcóatl, le dieu serpent à plumes créateur de l´humanité, reconnaissable à sa barbe blonde et sa bouche en forme de bec de canard. Il est aussi Ehécatl, le dieu du vent. Chez les Aztèques, les dieux de la vie et de la mort sont des jumeaux indisociables.

Le codex Borgia est un manuscrit du centre du Mexique, probablement d'origine mixtèque ou tlaxcaltèque, comportant trente-huit pages de 27 cm × 26,5 cm et d'une longueur de 10,34 m en cuir plié en accordéon. Il est actuellement conservé à la bibliothèque apostolique vaticane. D'autres codex mésoaméricains de contenu similaire ont été supposés de même origine et, à ce titre, classifiés dans le dénommé groupe Borgia par Eduard Seler.

## Origine
On sait peu de choses de ce codex. On ignore comment il est parvenu jusqu’en Europe mais son âge est estimé à 600 ans au moins. Certains chercheurs pensent qu’il est d'origine mixtèque ou tlaxcaltèque, car le style pictographique correspond à celui de ces peuples.
Le nom originel de ce codex n’est pas parvenu jusqu’à nous.

## Conservation
Comme d'autres codex mésoaméricains, il a été nommé en fonction de son plus ancien propriétaire et conservateur connu, le cardinal Stefano Borgia, qui est entré en possession de ce codex après que ce dernier a été découvert au Mexique au XVIe siècle, puis expédié vers l'Espagne et enfin l'Italie. On raconte[Qui ?] qu'un jour, le cardinal Borgia visitait le palais d'un de ses amis ; passant devant une cheminée dans laquelle un groupe d'enfants jetait aux flammes un livre couvert de dessins, il récupéra in extremis le codex, sauvant ainsi ce précieux document.[réf. nécessaire]
En 1805, il a été légué à la bibliothèque apostolique vaticane, où il se trouve actuellement. 

## Contenu

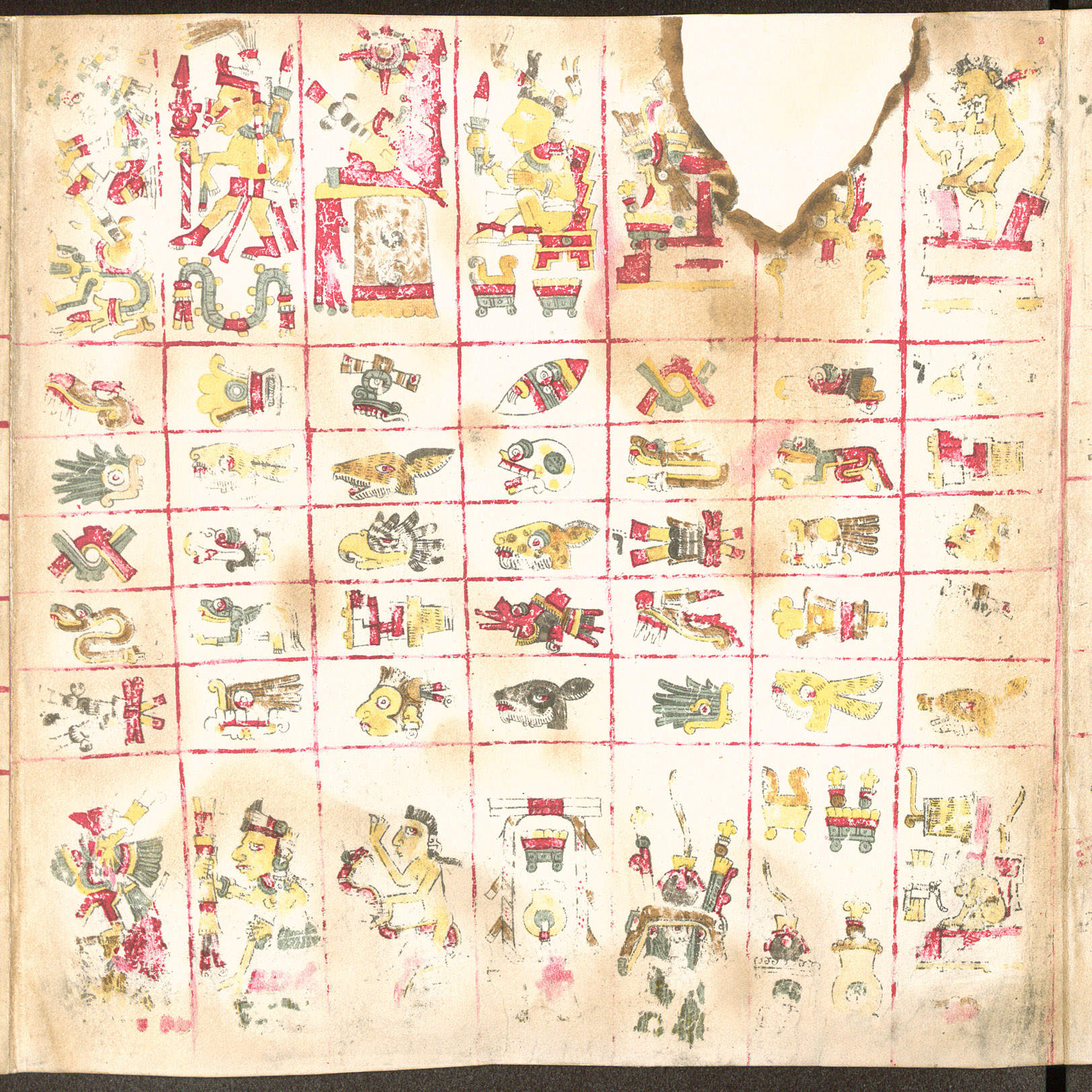
Deuxième page.

Le codex Borgia est un tonalamatl, un « Livre du Destin », qui permettait aux devins d'interpréter les influences propices ou néfastes des dieux pour chaque jour de l'année. Ces devins étaient appelés « tonalpouhque », que l’on pourrait traduire par « ceux qui tiennent les comptes des jours » ou bien « ceux qui savent lire le destin ». Ils consultaient ce calendrier divinatoire pour réaliser toute sorte de prophéties : savoir quel était le jour le plus propice pour réaliser des voyages, faire la guerre, se marier, entreprendre les travaux des champs mais surtout prédire le « tonalli », c’est-à-dire le destin des nouveau-nés.
En effet, le jour de la naissance était si important que le nom des enfants correspondait à un jour du calendrier. On naissait par exemple le jour un crocodile, cinq vent ou dix roseau, on était placé sous l'influence du dieu de l'eau, du soleil levant ou du jaguar nocturne. Chaque jour correspondait à un destin particulier, et chaque jour influençait un trait de caractère précis de la personnalité.

## Galerie

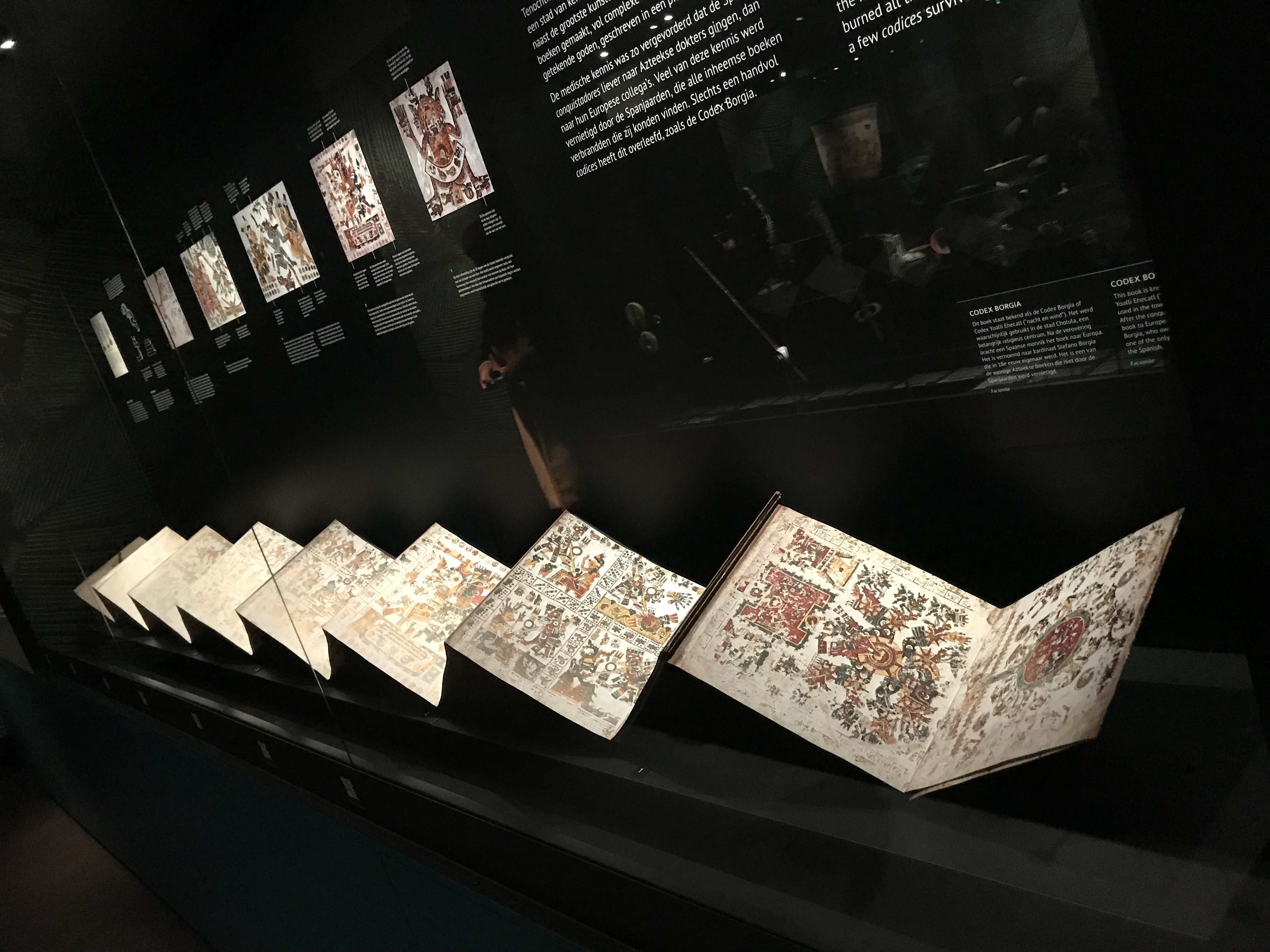
Fac similé du codex Borgia ou codex Yoalli Ehecatl présenté à Leyde[1].